# ワイルドシングス (ファッションブランド)
ワイルドシングス（英:WILDTHINGS,LLC. ）は、アウトドア用品や衣服、登山用具およびミリタリー用品の制作・販売を手がけるアメリカ合衆国の企業である。1981年にアメリカのマサチューセッツ州ノースコンウェイにて設立される。

## 沿革
1981年にマサチューセッツ州ノースコンウェイで設立された。